# Jeney István (színművész)
Jeney István névvariáns: Jenei (Debrecen, 1946. november 1.) magyar színész, rendező.

## Élete
Pályáját a 25. Színházban kezdte. 1974-től a Csiky Gergely Színház tagja volt. Játszott  1978-tól a kecskeméti Katona József Színházban, 1979-től a szolnoki Szigligeti Színházban és 1986-tól a Pécsi Nemzeti Színházban. A színészet mellett rendezéssel is foglalkozott. 1988-tól Hollandiában él és fotózással foglalkozik. 1976 óta fényképez, több műsorfüzet tervezője, fotósa. Több száz darabos Leica-gyűjteménye van. Sokféle témában készít fotókat, hangulat- és tájképet, portré fotót egyaránt készít. Több kiállítása volt. Színészként nehezen sorolható bármilyen szerepkörbe. A groteszk alakítások állnak hozzá legközelebb.

## Színházi szerepeiből
- William Shakespeare: Hamlet, dán királyfi... Fortinbras, norvég királyfi
- William Shakespeare: Troilus és Cressida... Thersites; Alexander, Cressida inasa
- Molière: Képzelt beteg... Kolikaczius Tamás, Kolikaczius fia, Angyalka imádója
- Carlo Goldoni: Két úr szolgája... Silvio, Lombardi fia
- Anton Pavlovics Csehov: Platonov szerelmei... Kirill Glagoljev
- Anton Pavlovics Csehov: Ivanov... Harmadik vendég
- Fjodor Mihajlovics Dosztojevszkij: A félkegyelmű... Ippolit
- Fjodor Mihajlovics Dosztojevszkij: Ördögök... Liputyin
- Bertolt Brecht: Koldusopera... Nagytiszteletű Kimball
- Georg Büchner: Woyzeck... Doktor
- Samuel Beckett: A játszma vége... Clov
- Alekszandr Nyikolajevics Osztrovszkij: Erdő... Uar Kirilics Bodajev, nyugalmazott lovastiszt
- Friedrich Dürrenmatt: A nagy Romulus... Isauriai Zénó, keletrómai császár
- Harold Pinter: A születésnap... Goldberg
- Plautus - Burt Shevelove - Larry Gelbart: Őrület vagy más - mi történt a Fórumon?...  Hysterium
- Kuan Han-Csing: Tou O igaztalan halála... Szu Sun bíró
- Euripidész: Médeia... Aigeusz
- Id. Alexandre Dumas: A három testőr... D'Artagnan
- John Arden: Királyi kegy, avagy a színésszé lett katona... Színész, a francia udvarban
- Alfred Jarry: A láncra vert Übü... Második szabad ember
- Eduardo De Filippo: Filumena házassága... Nocella
- Eugène Labiche: Olasz szalmakalap... Bobin, Nonancourt unokaöccse
- Alan Alexander Milne: Micimackó... Nyuszi
- Erich Kästner: Május 35.... Az Universal filmoperatőre; Jacob, tanító a Fordított Világban
- Jurij Olesa: A három kövér... Jobbláb-Balláb, tánctanár
- Jiří Menzel: A három megesett lány esete... Zanni
- Agatha Christie: Az egérfogó... Christopher Wren
- Molnár Ferenc: Liliom... Fogalmazó
- Gyurkó László: Szerelmem Elektra... Oresztész
- Gyurkó László: A búsképű lovag, Don Quijote de la Mancha szörnyűséges kalandjai és gyönyörűszép halála... Pap; Kalmár; Bábjátékos
- Móricz Zsigmond: Rokonok... Újságíró
- Heltai Jenő: Naftalin... Dr. Csapláros Károly
- Hubay Miklós - Ránki György - Vas István: Egy szerelem három éjszakája... Dr. Szegilongi Lajos
- Hernádi Gyula: Utópia... Prescott
- Hernádi Gyula: Dogma... Theiner bíboros
- Hernádi Gyula - Jancsó Miklós: Vörös zsoltár... szereplő
- Hernádi Gyula - Jancsó Miklós: Fényes szelek... szereplő
- Örkény István: Pisti a vérzivatarban... Félszeg
- Sarkadi Imre: Oszlopos Simeon, avagy lássuk, Uramisten mire megyünk ketten... Antal
- Sütő András: Csillag a máglyán... Ory
- Vekerdy Tamás: Jelenetek Rákóczi életéből... Fiatalember
- Schwajda György: Csoda... Nagy Vencel
- Csepreghy Ferenc: Sztrogoff Mihály utazása Moszkvától Irkuczkig... Blant
- Várady Szabolcs - Fodor Géza - Bulat Okudzsava: Merszi! - avagy Sipov kalandjai... szereplő
- Pierre Barillet - Jean-Pierre Grédy: A kaktusz virága... Norbert
- Giovanni Paisiello: Botcsinálta bölcsek... Leandro, Petronio tanítványa
- Eward Bond: Kinn vagyunk a vízből... Pete
- Mati Unt: A halál árát a halottaktól kérdezd... Huun, rendező
- Peter Hacks: Amphitryon... Jupiter
- Leon Kruczkowski: A szabadság első napja... Pavel
- Arnold Wesker: A konyha... Hans
- Ray Henderson: Diákszerelem... Sylveszter, a gólya

## Rendezéseiből
- Örkény István: Pisti a vérzivatarban (Szigligeti Színház, Szolnok)
- Lewis Carroll – Jeney István: Alice Csodaországban (Pécsi Nemzeti Színház)
- Szomory Dezső: Bella (Pécsi Nemzeti Színház)
- Tankred Dorst (Népkert, Eger)
- Johann Wolfgang von Goethe: Stella (Csokonai Színház, Debrecen)
- William Shakespeare: Ahogy tetszik (Sepsiszentgyörgyi Tamási Áron Színház)

## Filmek, tv
- Staféta (1971)
- Reménykedők (1971)
- A fekete Mercedes utasai (1973)
- A magyar ugaron (1973)... Venczel
- Nyári kaland (1973)
- Zöld dió (1976)
- Azonosítás (1976)... Fogadóbizottsági tag
- Megtörtént bűnügyek (sorozat) A müncheni férfi című rész (1976)
- Sztrogoff Mihály (sorozat) 4. rész (1977)
- Bolondok bálja (1977)
- A szerelem bolondjai (1977)
- Októberi vasárnap (1979)
- Az erőd (1979)... Vendég
- Látástól vakulásig... (1980)
- Hogyan felejtsük el életünk legnagyobb szerelmét...? (1980)
- Szerencsés Dániel (1983)
- Délibábok országa (1983)
- Hosszú vágta (1983)... Tolmács
- Hattyúnyak, kebel, dob és cintányér (1985)
- Valaki figyel (1985)
- A tanítványok (1985)
- Miss Arizona (1988)
- Eldorádó (1988)
- Gyilkosok köztünk: A Simon Wiesenthal története (1989)
- Kutyakomédiák (sorozat) A leskelődő című rész (1993)
- De Partizanen – Partizánok (holland filmsorozat) (1995)... Karl Heinz
- De trip van Teetje – Teetje utazása (holland film, 1998)... Tolk
- Winter '89 (1989) ... István

## Egyéni fotókiállításaiból
- Megtalált album – Gödöllői Galéria, (1983, Gödöllő)
- Jeney István fotói – Iskolatárlat (1983, Szolnok)
- Művészetek Háza, (1988, Pécs)